# Kappel-Grafenhausen
Kappel-Grafenhausen är en kommun i Ortenaukreis i regionen Südlicher Oberrhein i Regierungsbezirk Freiburg i förbundslandet Baden-Württemberg i Tyskland.
Kommunen bildades 1 juli 1974 genom en sammanslagning av kommunerna Kappel am Rhein und Grafenhausen.
Kommunen ingår i kommunalförbundet Ettenheim tillsammans med städerna Ettenheim och Mahlberg samt kommunerna Ringsheim och Rust.